# Joëlle Scheer
Joëlle Scheer (ur. 17 lutego 1983) – luksemburska lekkoatletka, tyczkarka.
Złota medalistka mistrzostw kraju (2000, 2002, 2004).
W 2004 ustanowiła wynikiem 3,55 nieaktualny już rekord Luksemburga w skoku o tyczce.
Reprezentantka kraju w zawodach pucharu Europy.